# Bennett College
Bennett College es una universidad privada de artes liberales históricamente negra para mujeres en Greensboro, Carolina del Norte. Fue fundada en 1873 como escuela normal para educar a libertos y formar tanto a hombres como a mujeres como profesores. Originalmente mixta, en 1926 se convirtió en una universidad para mujeres de cuatro años. Es una de las dos universidades históricamente negras que inscriben solo a mujeres, la otra es Spelman College.
En 1956, Willa Beatrice Player se instaló en Bennett College, convirtiéndose en la primera mujer afroamericana presidenta de una universidad acreditada de artes liberales de cuatro años. Animó a sus alumnos a ser activistas en los temas del día. A partir de 1960, los estudiantes de Bennett participaron en la campaña que finalmente tuvo éxito en Greensboro para integrar los mostradores de almuerzos blancos en las tiendas de variedades locales. La universidad amplió su oferta académica y clases relacionadas con el liderazgo de las mujeres.
En diciembre de 2018, el organismo de acreditación regional de la universidad, la Comisión de Universidades de la Asociación de Universidades y Escuelas del Sur, anunció que tenía la intención de revocar la acreditación de Bennett College. La universidad había estado en período de prueba durante dos años debido a sus considerables desafíos financieros. La universidad lanzó una campaña de financiación de emergencia, Cambio y Progreso para Bennett, para recaudar al menos 5 millones de dólares. En febrero de 2019, la campaña recaudó 8,2 millones de dólares. Ese mismo mes, SACS retiró la acreditación de la universidad a pesar de los esfuerzos de recaudación de fondos; sin embargo, Bennett College presentó una demanda contra el acreditador y el tribunal ordenó que la acreditación permaneciera vigente en espera de la impugnación legal.
El 27 de junio de 2019, Bennett anunció que Suzanne Walsh sería su nueva presidenta.

## Historia

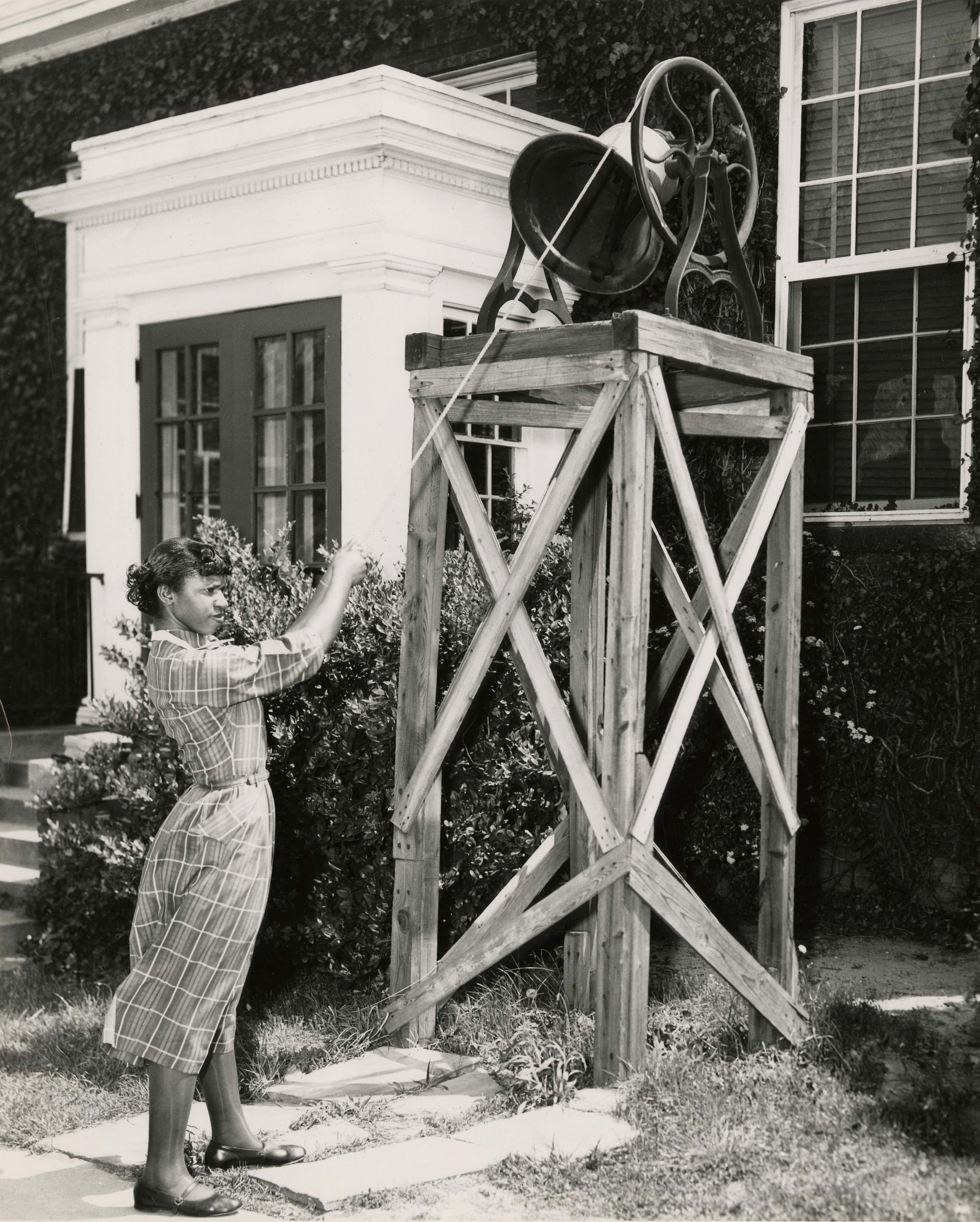
Se tocó la campana para avisar a los alumnos de los horarios de clases y comidas.

Bennett College fue fundado el 1 de agosto de 1873 como una escuela normal de formación docente. Se abrió con setenta hombres y mujeres afroamericanos (libertos o exesclavos). El fundador de la escuela, Albion W. Tourgee, era un jurista y veterano de la Guerra Civil de Ohio que trabajó en Carolina del Norte durante la Reconstrucción y defendió la causa de la justicia racial.
La escuela celebró sus clases inaugurales en el sótano de la Iglesia Episcopal Metodista Norte de Warnersville (ahora Metodista Unida de San Mateo) en Greensboro. Bennett era mixto y ofrecía cursos de nivel secundario y universitario para ayudar a muchos negros a compensar su anterior falta de oportunidades educativas. El año después de su fundación, la escuela pasó a ser patrocinada por la Sociedad de Ayuda Freedman y la Sociedad de Educación del Sur de la Iglesia Episcopal Metodista del Norte (al igual que los bautistas, las iglesias metodistas se habían dividido en los años previos a la guerra por la cuestión de la esclavitud y establecieron dos conferencias regionales). Bennett permaneció afiliado durante 50 años a la Freedman's Aid Society.
En 1878, los libertos compraron un terreno para un futuro campus universitario (que se desarrolló como el sitio actual). Al enterarse de la universidad, el empresario neoyorquino Lyman Bennett (1801–1879) proporcionó 10.000 dólares en financiación para construir un campus permanente. Bennett murió poco después. La universidad se llamó Seminario Bennett. Al enterarse de la filantropía de Bennett, sus compañeros de trabajo encargaron que se hiciera una campana en su honor y continuaron su misión donando la campana a la escuela.
En 1888, el Seminario Bennett eligió a su primer presidente afroamericano, el reverendo Charles N. Grandison. Grandison encabezó una campaña exitosa para que la escuela fuera constituida como una universidad de cuatro años en 1889. Dos de los primeros obispos afroamericanos de la Iglesia Episcopal Metodista se graduaron de la universidad, incluido Robert Elijah Jones, un graduado de 1895. Su hermano era el futuro presidente de Bennett College, David Dallas Jones. Bajo la dirección del reverendo Grandison y el sucesor del presidente Jordan Chavis, Bennett College pasó de 11 estudiantes universitarios a un total de 251 estudiantes universitarios en 1905. La matrícula se estabilizó en la década de 1910 en aproximadamente 300.
En 1916, una encuesta realizada por la Fundación Phelps-Stokes recomendó que Bennett College se convirtiera en una universidad exclusivamente para mujeres. La Women's Home Missionary Society, que había apoyado a las mujeres en la universidad desde 1886, descubrió que no existía una universidad de cuatro años exclusivamente para mujeres afroamericanas y querían establecer una universidad de este tipo. La Junta de Educación de Carolina del Norte ofreció Bennett College con ese fin.
Después de diez años, durante los cuales estudió otras ubicaciones y realizó recaudación de fondos, la Sociedad Misionera del Hogar de Mujeres y la Junta de Educación de Carolina del Norte decidieron desarrollar la universidad en su ubicación actual. Bennett hizo la transición completa a una universidad para mujeres en 1926. (Nota: La participación en el campus de la Women's Home Missionary Society con las mujeres de Bennett se remonta a 1886). Por esta época, las exalumnas de Bennett fueron apodadas las "Bennett Belles" y la escuela ganó reputación como una institución de calidad.
En 1926, David Dallas Jones fue instalado como presidente del nuevo colegio de mujeres y sirvió. Bajo su liderazgo, la universidad se expandió y alcanzó una matrícula de 400 estudiantes. Se hizo conocido en la comunidad negra como Vassar College of the South, y Jones reclutó profesores, personal y estudiantes de todos los orígenes culturales y étnicos. La escuela se amplió a un campus de 42 acres con 33 edificios y su dotación aumentó a $1,5 millones. Aunque tuvo grandes logros, el mandato de Jones también estuvo marcado por la controversia.
En 1937, los estudiantes de Bennett protestaron contra los cines del centro de Greensboro debido a su segregación, que era ley estatal en ese momento, y las representaciones de mujeres negras en las películas que proyectaban. Frances Jones, hija del presidente de la universidad, encabezó la protesta; ella estaba en su primer año. Esta protesta durante la Gran Depresión y bajo las condiciones de Jim Crow en el Sur, resultó en que el FBI y otras agencias gubernamentales investigaran al presidente Jones. Estaban preocupados por las actividades comunistas y de izquierda, ya que estos grupos eran políticamente activos en los Estados Unidos. Le ordenaron que prohibiera a los estudiantes protestar. Jones se negó.
Por invitación suya, la primera dama Eleanor Roosevelt vino a la universidad el 22 de marzo de 1945 para reunirse con un grupo integrado de escolares de Greensboro. Otros visitantes al campus incluyeron a Benjamin Elijah Mays, expresidente de Morehouse College; el poeta Robert Frost y el escritor James Weldon Johnson. Jones dirigió la universidad durante casi 30 años hasta que enfermó en 1955, cuando nombró a Willa B. Player presidenta interina. Player fue la primera mujer presidenta de Bennett College y la primera mujer negra presidenta de cualquier universidad acreditada de cuatro años en los Estados Unidos. Durante el mandato de Player, Bennett se convirtió en la primera universidad negra en estar totalmente acreditada por la Asociación de Colegios y Escuelas del Sur. Nota: (La universidad hermana de Bennett es Morehouse College en Atlanta, Georgia. Esta relación se desarrolló a través de la amistad histórica de David Dallas Jones y Benjamin E. Mays).
En octubre de 1956, Willa Beatrice Player asumió el cargo de presidenta del Bennett College. Fue la primera mujer afroamericana en ser presidenta de una facultad o universidad de cuatro años de artes liberales totalmente acreditada. Durante el mandato de Player, Bennett en 1957 fue una de las primeras universidades históricamente negras en recibir la acreditación de la Asociación de Colegios y Escuelas del Sur (SACS). El 11 de febrero de 1958, Player permitió que el líder de derechos civiles, el reverendo Martin Luther King Jr., hablara en la escuela; La ciudad le prohibió hablar públicamente en cualquier otro lugar de Greensboro. Su discurso se tituló "Una mirada realista a las relaciones raciales" y se pronunció ante una audiencia que solo estaba de pie en la Capilla Annie Merner Pfeiffer del campus. Player dijo sobre esta visita: "Bennett College es una universidad de artes liberales donde 'suena la libertad', por lo que King puede hablar aquí". King, Howard Thurman y Benjamin Elijah Mays inspiraron a los estudiantes de Bennett a iniciar protestas y se les conoció como "Bennett Belles".

### Movimiento de derechos civiles

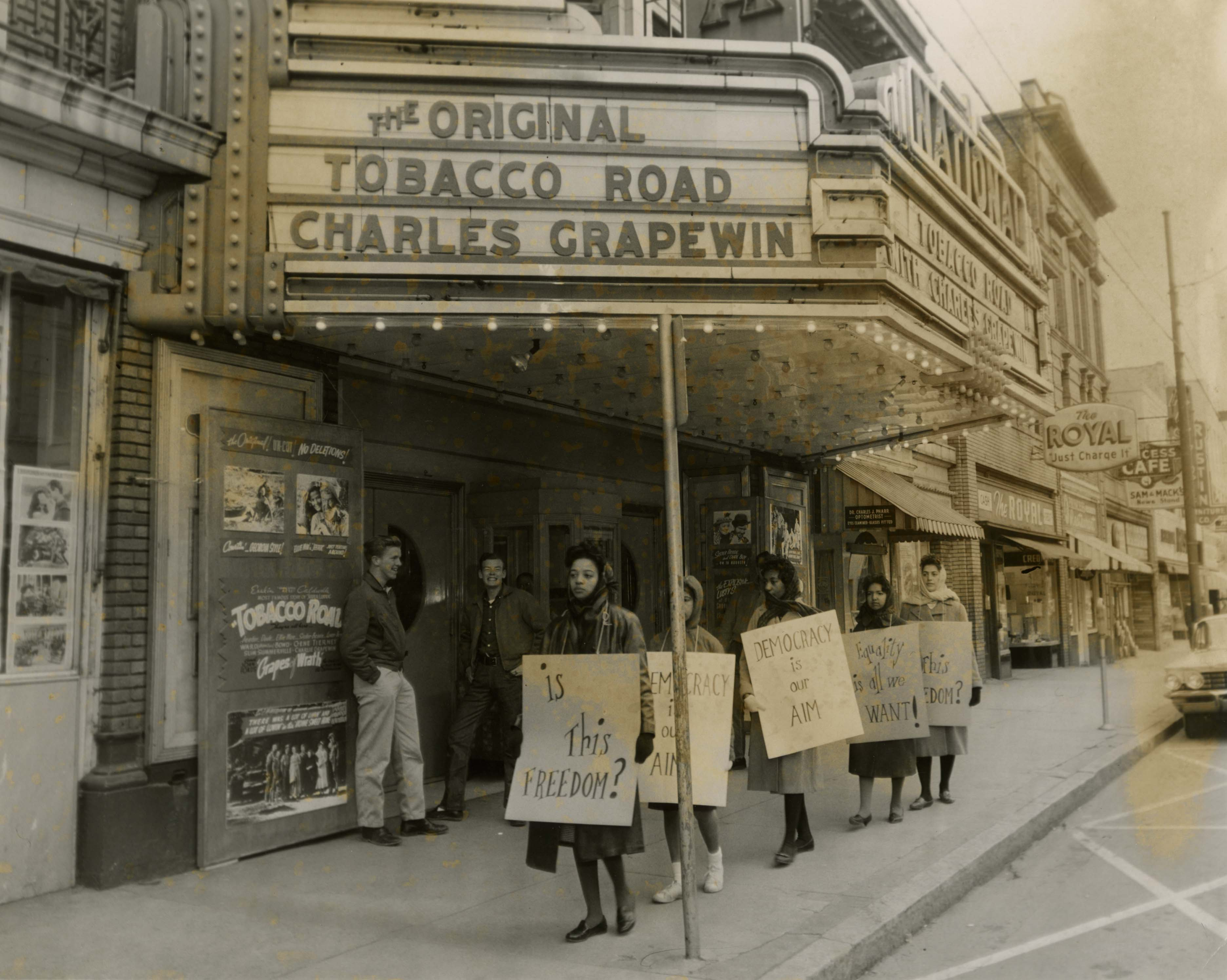
Estudiantes de Bennett protestan contra el Teatro Nacional segregado

El activismo por los derechos civiles en Bennett aumentó en todo el movimiento por los derechos civiles. En febrero de 1960, estudiantes de Bennett College y North Carolina A&T iniciaron una protesta por los derechos civiles en el centro de Greensboro que provocó las sentadas de Greensboro. Bettye Davis, promoción de 1963, se comprometió a sentarse en el mostrador de almuerzo exclusivo para blancos de la tienda de variedades F. and W. Woolworth con estudiantes de A&T, y a seguir regresando hasta que la tienda integró las instalaciones. El 4 de febrero de 1960, cerca de una docena de "Bennett Belles" fueron arrestadas debido a su continua protesta en Woolworth's.
El 21 de abril de 1960, Bennett y los estudiantes de A&T fueron arrestados por entrar ilegalmente en el mostrador del almuerzo blanco de S. H. Kress & Co. El 22 de abril de 1960, The Daily News de Nueva York publicó la historia de los arrestos a nivel nacional, con titulares de primera plana y una foto de estudiantes bien vestidas entrando en la parte trasera de un furgón de arroz sin la ayuda de los agentes de policía que lo rodeaban. Informó que la policía de Greensboro se sorprendió de que las "Bennett Belles" hubieran protestado, ya que eran consideradas mujeres jóvenes refinadas de una "escuela elitista". En el apogeo del movimiento de sentadas, más del 40% del alumnado de Bennett fue encarcelado. El presidente Player visitó personalmente a los estudiantes en la cárcel y les entregó tareas para que no se retrasaran en sus estudios.
Willa B. Player dirigió a Bennett hasta 1966. Fue reemplazada por Isaac H. Miller. Su padre había sido administrador en Bennett durante el mandato del presidente Frank Trigg. Miller mantuvo el "Ideal Bennett", a pesar de los cambios sociales de finales de los años sesenta. Los estudiantes protestaron contra los estrictos códigos de vestimenta, las políticas disciplinarias y el toque de queda. Durante el año escolar 1967-1968, las estudiantes de primer año salieron de los dormitorios un minuto antes del toque de queda. Los estudiantes tomaron el control del sindicato de estudiantes y exigieron cambios en las políticas universitarias. Miller rodeó los edificios con seguridad del campus y trajo familiares y sacos de dormir, cambiando la protesta a una "fiesta de pijamas" en todo el campus. Hasta principios de la década de 1970, los estudiantes debían usar vestidos o faldas, gorros y guantes.
Miller colaboró con otros colegios y universidades en Greensboro para formar un consorcio que amplió el programa académico de Bennett al brindarles a los estudiantes acceso a otras universidades locales. Su administración desarrolló los programas de investigación biomédica y estudios interdisciplinarios, junto con un programa puente en conjunto con Meharry Medical College de Nashville, Tennessee. Colaboró con otros presidentes de HBCU para establecer la Asociación Nacional para la Igualdad de Oportunidades en la Educación Superior, y formó parte de la primera junta directiva. Los planes de Miller fueron apoyados por exalumnas que donaron recursos materiales y fiscales.
Miller aumentó la dotación de Bennett y también completó la construcción de cuatro nuevos edificios en el campus. Se desempeñó como presidente durante 21 años, el segundo mandato presidencial más largo en la historia de Bennett College, y durante un período de considerable cambio social. Se jubiló en 1987. Gloria Randle Scott se convirtió en la duodécima presidenta de Bennett y la segunda mujer en ese puesto.
Gloria Randle Scott comenzó como presidenta de Bennett College el 1 de julio de 1987. Estableció el Instituto de Liderazgo de la Mujer y el Centro para Mujeres Africanas y Mujeres de la Diáspora Africana. Bennett admitió nuevos inmigrantes africanos, así como estudiantes de nacionalidad africana. En 1989, la poeta y activista Maya Angelou fue instalada como miembro del consejo directivo. Scott fue presidente de Bennett durante 14 años antes de jubilarse en 2001.

### Siglo 21

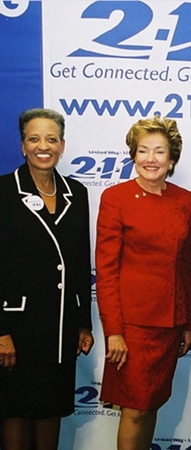
La senadora Elizabeth Dole visitando Bennett College en 2003

Bennett experimentó numerosos cambios bajo la hermana presidenta emérita Johnnetta B. Cole, quien asumió el cargo en julio de 2002. En su primer año en Bennett, Cole borró el déficit de $3,8 millones de la escuela y recaudó aproximadamente $15 millones en fondos. Antes del mandato de Cole, Bennett College había estado bajo libertad condicional SACS durante dos años, que finalmente se levantó en 2002. La escuela fue revitalizada y se realizaron renovaciones muy necesarias en los edificios del campus; se construyeron nuevos edificios. En total, lideró una campaña de 50 millones de dólares.
Numerosas figuras prominentes hablaron en el campus y algunas ayudaron a recaudar fondos para sus operaciones. El expresidente Bill Clinton, el exsenador estadounidense Robert Dole, la administradora emérita Maya Angelou y Oprah Winfrey han ayudado en la recaudación de fondos. La campaña se cerró con éxito al final del mandato de Cole el 30 de junio de 2007.
El 1 de julio de 2007, Julianne Malveaux se convirtió en presidenta del Bennett College. Dirigió un proyecto de ampliación y renovación de 21 millones de dólares para la universidad. Aumentó la inscripción, añadió cuatro edificios nuevos, incluido un centro multimedia, y renovó edificios adicionales. Malveaux mejoró el plan de estudios académico general, que se centra en el liderazgo de las mujeres, el espíritu empresarial, las comunicaciones y los estudios globales.
El 1 de julio de 2012, Esther Terry '61 se convirtió en la primera alumna en dirigir la universidad. Terry, que ya se desempeñaba como rector de la universidad, fue nombrado presidente interino por un año académico completo. En 2013, la junta directiva anunció que Terry sería el decimosexto presidente de Bennett College.
La exrectora Phyllis Worthy Dawkins asumió la presidencia el 15 de agosto de 2016. Dawkins se centró en la contratación de profesores y personal y en revitalizar las comunidades de aprendizaje vivo; lanzó un instituto de liderazgo. Fue reemplazada en 2019 por Suzanne Walsh, quien anteriormente fue subdirectora de la división de Éxito Postsecundario de la Fundación Bill y Melinda Gates.
Desde 1930, Bennett ha graduado a más de 7.000 estudiantes.

### Acreditaciones y membresías
En 1930, tras la graduación de sus primeras cuatro mujeres con una licenciatura de cuatro años, el Departamento de Educación del Estado de Carolina del Norte otorgó a la universidad la calificación "A". Esta misma calificación le fue otorgada a la universidad en 1936 por la Asociación de Colegios y Escuelas del Sur (SACS), el acreditador regional de la universidad. En la actualidad, la universidad está acreditada por el Consejo de Educación en Trabajo Social (CSWE) y el Consejo Nacional para la Acreditación de la Formación Docente (NCATE).
En 1957, Bennett fue una de las primeras y únicas universidades privadas para negros admitidas como miembros de pleno derecho en la Asociación de Colegios y Escuelas del Sur. También ha sido miembro de la Asociación Estadounidense de Colegios, la Comisión de Colegios Negros del Senado Universitario, la Asociación Estadounidense de Registradores y Oficiales de Admisiones, el Consejo Estadounidense de Educación, la Asociación Estadounidense de Colegios de Formación Docente, el Fondo Universitario. /UNCF, el Council on Independent Colleges, la Women's College Coalition, la Asociación de Colegios y Universidades Independientes de Carolina del Norte, el NCB Piedmont Automated Library System (NCBPALS), el Greater Greensboro Consortium y la New York University Faculty Resource Network.
La universidad perdió su acreditación de SACS el 18 de febrero de 2019. Estuvo en período de prueba durante dos años a principios de la década de 2000 porque la universidad enfrentaba importantes desafíos financieros. En 2016, SACS volvió a poner a la universidad en libertad condicional por el mismo motivo. En diciembre de 2018, SACS votó a favor de retirar la acreditación de la universidad. La universidad lanzó una campaña de recaudación de fondos y apeló la decisión de SACS.
En febrero de 2019 perdió la acreditación, aunque había logrado reunir sus recursos financieros. Un tribunal ordenó que la acreditación se mantuviera vigente mientras la universidad presentaba una demanda contra el acreditador.

### Presidentes

#### Universidad Bennett

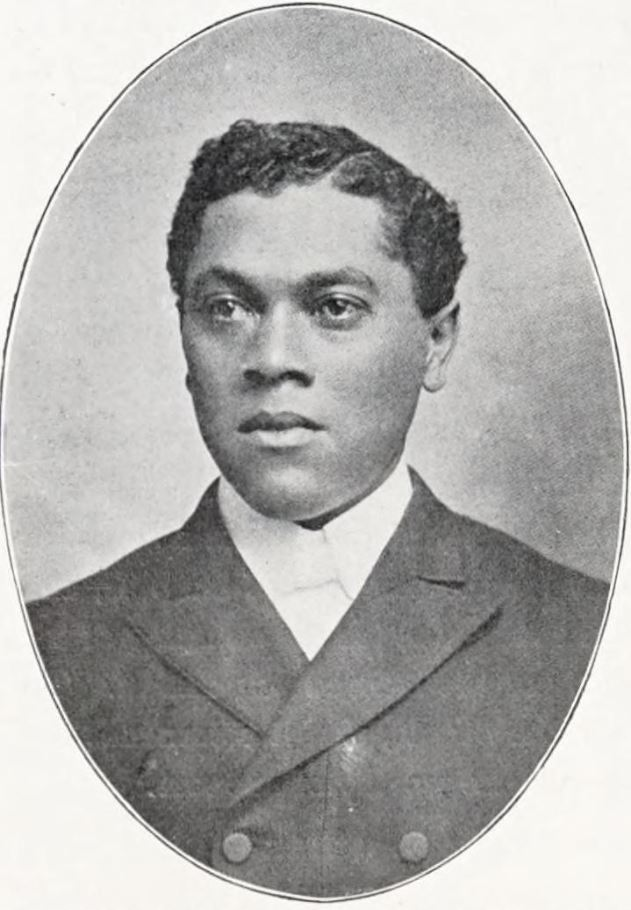
Silas A. Peeler

1874–1877: WJ Parker (director)
1877–1881: Edward Olin Thayer
1881–1889: Wilbur F. Steele
1889–1892: Charles N. Grandison
1892-1905: Jordania D. Chavis
1905-1913: Silas A. Peeler
1913-1915: James E. Wallace
1915-1926: Frank Trigg

#### Colegio Bennett para mujeres
1926-1955: David Dallas-Jones
1955-1966: Willa Beatrice Player, la primera mujer presidenta de Bennett
1966–1987: Isaac H. Miller, hijo.
1987-2001: Gloria Randle Scott
2001–2002: Althia F. Collins
2002-2007: Johnnetta B. Cole
2007-2012: Julianne Malveaux
2012-2013: Esther Terry: la primera ex presidenta de Bennett
2013-2016: Rosalind Fuse-Hall
2016-2019: Phyllis digna Dawkins
2019-presente: Suzanne Walsh

## Académica
Bennett College ofrece 24 especialidades y diecinueve especialidades en tres divisiones: la División de Ciencias Naturales y del Comportamiento y Matemáticas, la División de Ciencias Sociales y Educación y la División de Humanidades. Estas disciplinas incluyen títulos de Licenciatura en Artes, Licenciatura en Ciencias, Licenciatura en Artes y Ciencias en estudios interdisciplinarios, Licenciatura en Trabajo Social y Licenciatura en Bellas Artes. Bennett también ofrece cinco programas de doble titulación que incluyen Química/Ingeniería Química con NC A&T, Química/Farmacia con Howard University, Matemáticas/Ingeniería Mecánica con NC A&T, Matemáticas/Ingeniería Eléctrica con NC A&T y Matemáticas/Ingeniería Industrial con NC A&T.

## El colegio temprano/medio en Bennett College
Middle College at Bennett es una de las dos únicas escuelas secundarias exclusivamente para mujeres en el estado de Carolina del Norte. Comenzó en 2003 como una "universidad intermedia", atendiendo a estudiantes femeninas de los grados 11.º y 12.º que corrían el riesgo de abandonar la escuela secundaria. En 2006, con la ayuda de la Iniciativa de Reforma del Proyecto de Escuelas Nuevas, The Middle College se expandió para incluir estudiantes de noveno y décimo grado y comenzó a ofrecer inscripción dual. Con la inscripción doble, los estudiantes toman cursos universitarios y obtienen créditos universitarios transferibles a medida que obtienen su diploma de escuela secundaria. Los estudiantes comienzan a tomar cursos universitarios en su año de noveno grado y pueden obtener hasta dos años de horas de crédito universitario transferibles al finalizar su último año.

## Instalaciones
- El Centro de Aprendizaje Global alberga oficinas administrativas del Presidente y de Avance Institucional. El GLC cuenta con cuatro aulas, salas de estudio y un salón de usos múltiples.
- Susie W. Jones Alumnae House, la estructura más antigua del campus, fue construida en 1915. Posteriormente recibió el nombre de la esposa del presidente de Bennett, David D. Jones, y se utiliza para albergar actividades y oficinas de exalumnos.
- Wilbur F. Steele Hall, erigido en 1922, lleva el nombre del reverendo Wilbur Steele, presidente de Bennett de 1881 a 1889. Las renovaciones se completaron en 2004.
- La residencia Robert E. Jones, construida en 1922, lleva el nombre del primer ministro negro elegido superintendente general con plenas responsabilidades episcopales en la Iglesia Metodista.
- El edificio de administración John H. Race, erigido en 1925, lleva el nombre de un funcionario de la editorial de la iglesia metodista y administrador de Bennett College. Alberga Negocios y Finanzas, Recursos Humanos, Estudios Globales, el Instituto de Emprendimiento y Relaciones Públicas.
- El Centro de Gestión de Inscripciones alberga las oficinas de Ayuda Económica y Admisiones.

- Pfeiffer Residence Hall, construida en 1924, fue el núcleo del actual campus de Bennett College y la primera de cinco estructuras que llevan alguna variación de los nombres del Sr. y la Sra. Henry Pfeiffer, los primeros benefactores más generosos de la institución.
- Black Hall se construyó en 1937 como Henry Pfeiffer Science Hall y pasó a llamarse Ethel F. Black, fideicomisaria de Bennett College, cuando se construyó un nuevo Henry Pfeiffer Science Hall en 1967-1968. Es uno de los dos edificios principales de aulas. El edificio alberga las oficinas administrativas de Gestión de Inscripciones, la Oficina de Registraduría, la División de Ciencias Sociales y Educación, incluidos los Departamentos de Negocios y Economía, Currículo e Instrucción, Ciencias Políticas y Trabajo Social/Sociología, y un laboratorio de computación.
- La Residencia Annie Merner lleva el apellido de soltera de la Sra. Henry Pfeiffer y fue erigida en 1937-1938. Actualmente alberga las oficinas de la facultad y el Instituto para el Éxito Académico (IAS).
- La biblioteca Thomas F. Holgate se construyó en 1939 y lleva el nombre de un ex administrador del Bennett College. Fue financiado por la Junta de Educación General de la Iglesia Metodista. Las renovaciones de este edificio se completaron en 2004.
- La Capilla y el Pequeño Teatro Annie Merner Pfeiffer, erigidos en 1941, forman el límite norte del cuadrilátero alrededor del cual se agrupan la mayoría de los edificios principales.
- El edificio Carnegie, anteriormente una sucursal de la biblioteca de la ciudad de Greensboro, fue adquirido por Bennett College en 1967 y renovado para su uso como centro de programas de extensión. Esta instalación alberga los Archivos de la Verdad y la Reconciliación y una parte de TI de tecnología de la información.

- Jessie M. Reynolds Residence Hall, construida en 1948, lleva el nombre de la Sra. Reynolds, fideicomisaria de Bennett College de 1936 a 1948 y presidenta de la División Femenina de Servicio Cristiano de la Iglesia Metodista de 1940 a 1948.
- El sindicato de estudiantes David D. Jones, erigido entre 1949 y 1950, recibió el nombre del presidente de la universidad de 1926 a 1955 y se dice que fue el primer edificio erigido como sindicato de estudiantes en un campus universitario predominantemente negro en Carolina del Norte. Alberga el comedor, el almacén central, la librería, el snack bar, la oficina de correos, las oficinas de la SGA, el Commuter Student Lounge, la boutique Bennett y las áreas recreativas, así como las oficinas de Asuntos Estudiantiles, Servicios Profesionales, Vida Residencia y Actividades Estudiantiles.

- El Centro Intergeneracional Martin Dixon, el laboratorio preescolar de Bennett College, se utiliza como sitio de preobservación y capacitación para estudiantes de educación primaria antes de sus experiencias oficiales de campo en una escuela pública. El preescolar, el primer centro de cuidado infantil con licencia de cinco estrellas en el condado de Guilford, también lo utilizan otros departamentos de la universidad para que los estudiantes adquieran exposición y experiencia trabajando con niños pequeños. El Centro Intergeneracional Martin Dixon también sirve como sitio de capacitación/exposición de campo para el Departamento de Currículo e Instrucción, el Departamento de Psicología, el Departamento de Ciencias Políticas y Trabajo Social/Sociología y el Departamento de Artes Visuales y Escénicas. Lleva el nombre de la donante y exalumna de Bennett, Joyce Martin Dixon '56.
- La Casa del Presidente forma la base sur del cuadrilátero de la universidad y fue construida en 1955.
- La residencia universitaria Laura H. Cone se construyó en 1961-1962. La Sra. Cone era fideicomisaria de Bennett College y presidenta del Comité de Fideicomisarios de Edificios y Terrenos.

- El edificio de educación física y salud Ida Haslip Goode lleva el nombre de un administrador de Bennett College durante mucho tiempo que también fue presidente de la Sociedad Misionera de Mujeres de la Iglesia Metodista. El gimnasio contiene una piscina de estilo olímpico, una cancha de baloncesto estándar, un escenario combinado y un estudio de ballet, un gimnasio de ejercicios correctivos, oficinas para profesores, cuatro aulas y una sala de conferencias y seminarios. Esta instalación proporciona aulas para la escuela secundaria Early/Middle College en Bennett, un programa asociado con el sistema escolar del condado de Guilford.
- Willa B. Player Residence Hall recibió su nombre de la primera mujer presidenta de Bennett College (1955–66) y fue ocupada por primera vez en el otoño de 1967.
- El edificio de ciencias Henry Pfeiffer fue construido en 1968. Además de aulas y laboratorios, esta estructura contiene cuatro laboratorios de computación, un aula de electrónica, un laboratorio de animales con un invernadero adyacente, y la sala de recursos de desarrollo docente y el salón de profesores.
- La Residencia de Honores, terminada en 2010, es la residencia más grande. Esta instalación tiene capacidad para 144 estudiantes de honor, suites para invitados, un salón de seminarios para conferencias y programas especiales, y un laboratorio de computación para los residentes.

- Pfeiffer Science Computer Laboratories presta servicios a todos los estudiantes del campus en una amplia variedad de disciplinas. Los laboratorios de computación, ubicados en el primer piso del Pfeiffer Science Building, se utilizan como aulas electrónicas para clases específicas y para fines académicos generales.
- El complejo Rose Catchings, construido en 1981, alberga la oficina administrativa del rector y el rector asociado principal de la universidad; Servicios de Salud Estudiantil, Centro de Consejería, Tecnologías de la Información TI y Servicios Administrativos.
- Planta Merner Pfeiffer - Edificio de Periodismo y Estudios de Medios se adaptó para su reutilización como edificio académico en 2009. Este edificio histórico construido originalmente en 1935 como planta de calefacción para el campus y alberga el Departamento de Periodismo y Estudios de Medios.
- El Microlaboratorio para la Enseñanza Efectiva de Bennett College, ubicado en el Departamento de Currículo e Instrucción en Black Hall, es un laboratorio simulado.

## Facultad notable

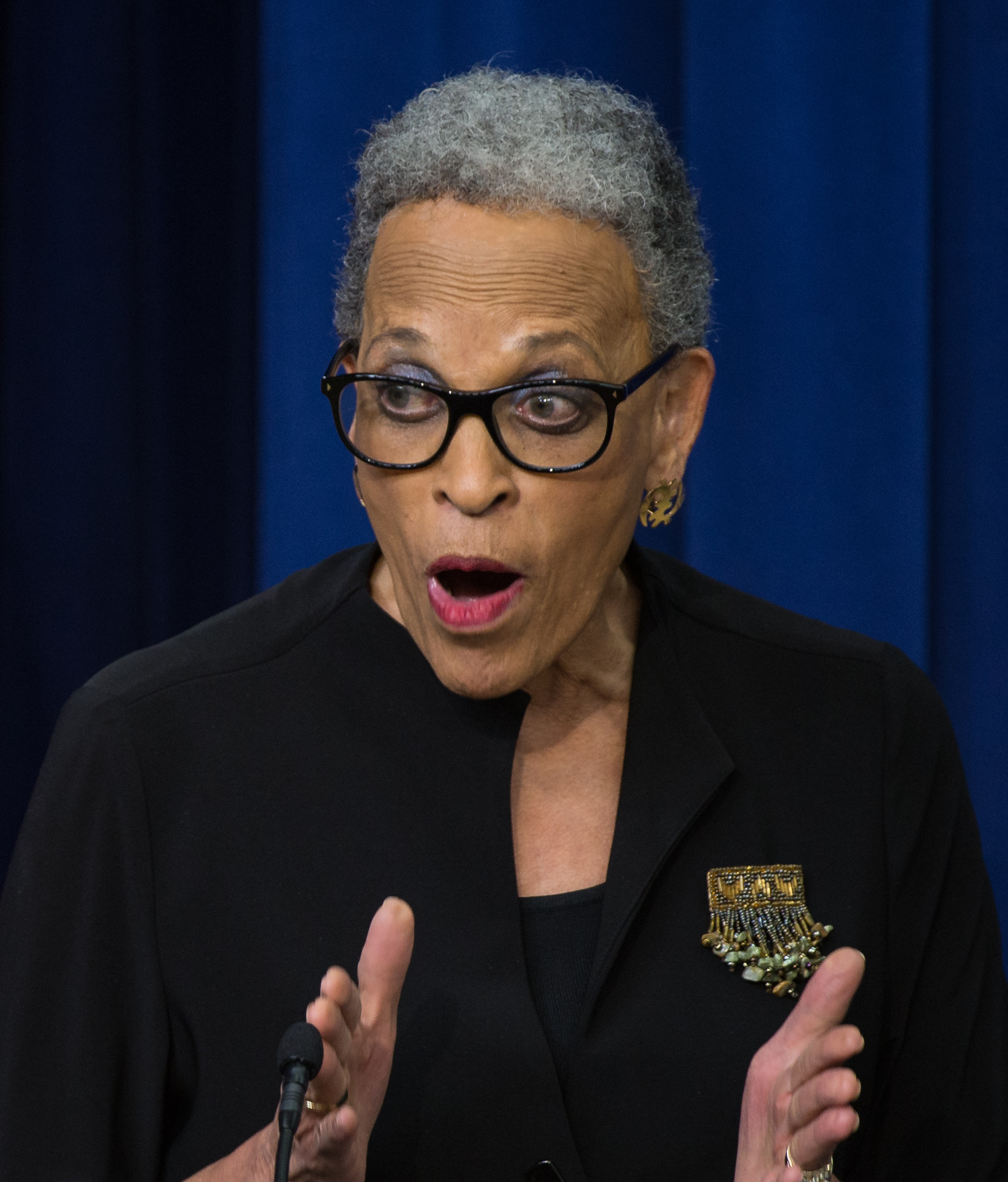
Dra. Johnnetta Cole, directora del Museo Nacional Smithsonian de Arte Africano
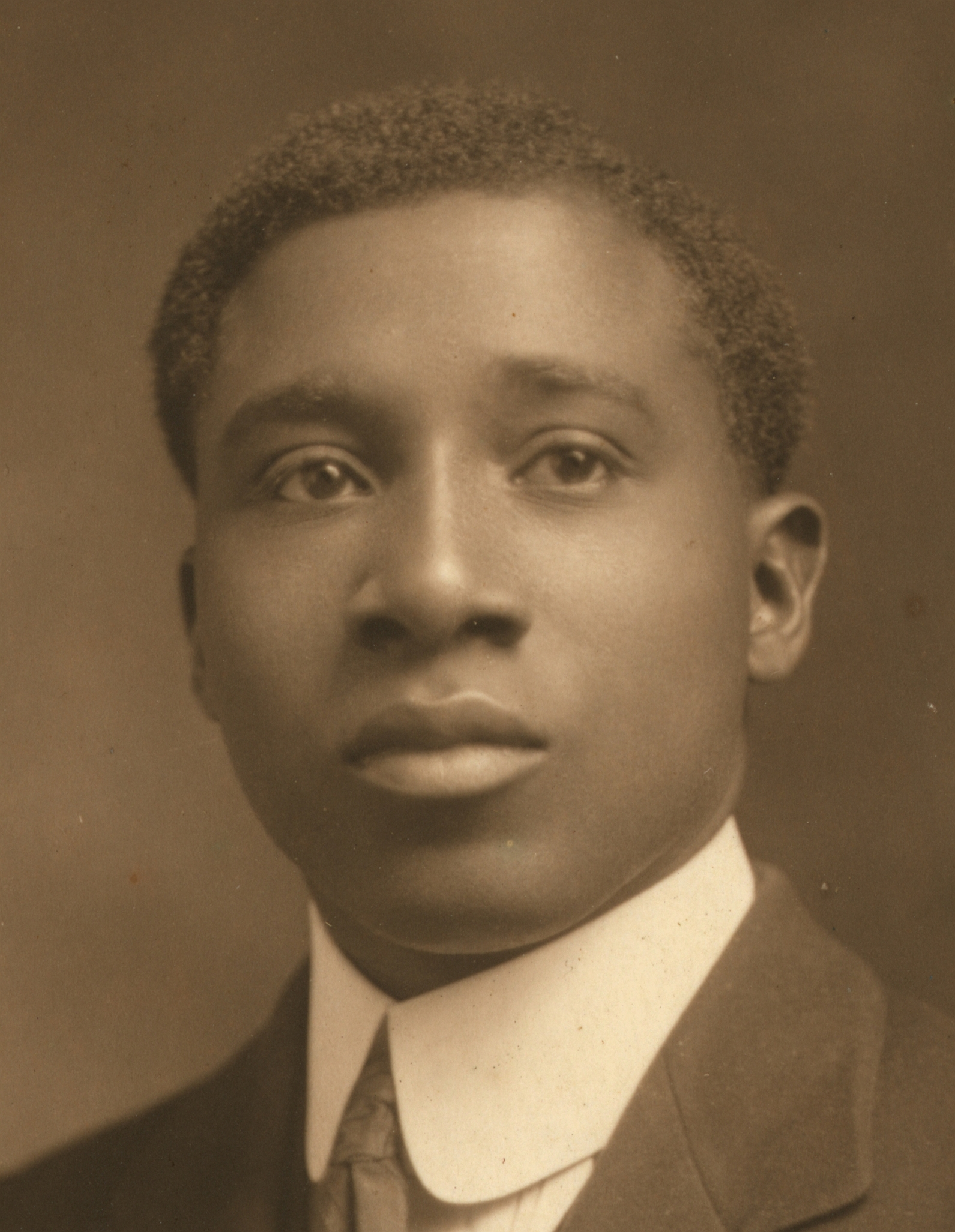
Robert Nathaniel Dett
Helen Elise Smith Dett
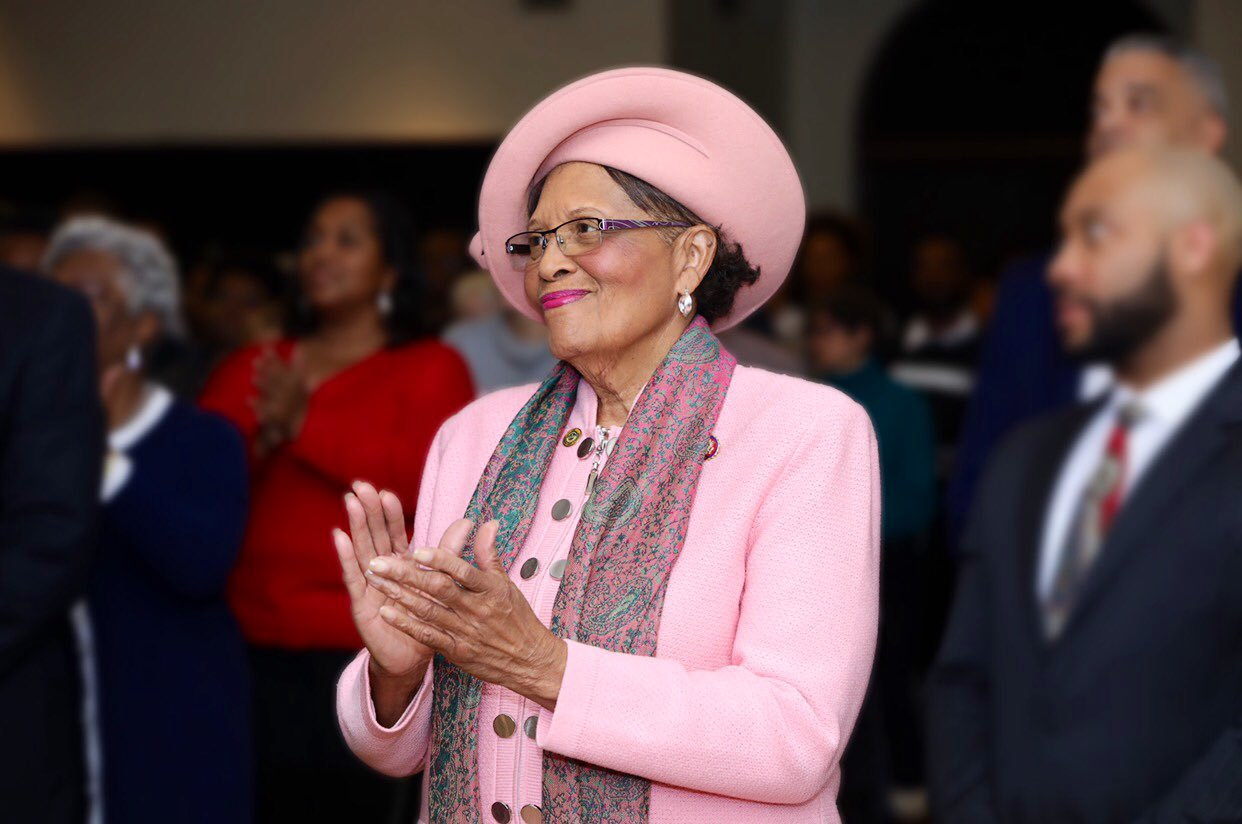
Alma Adams
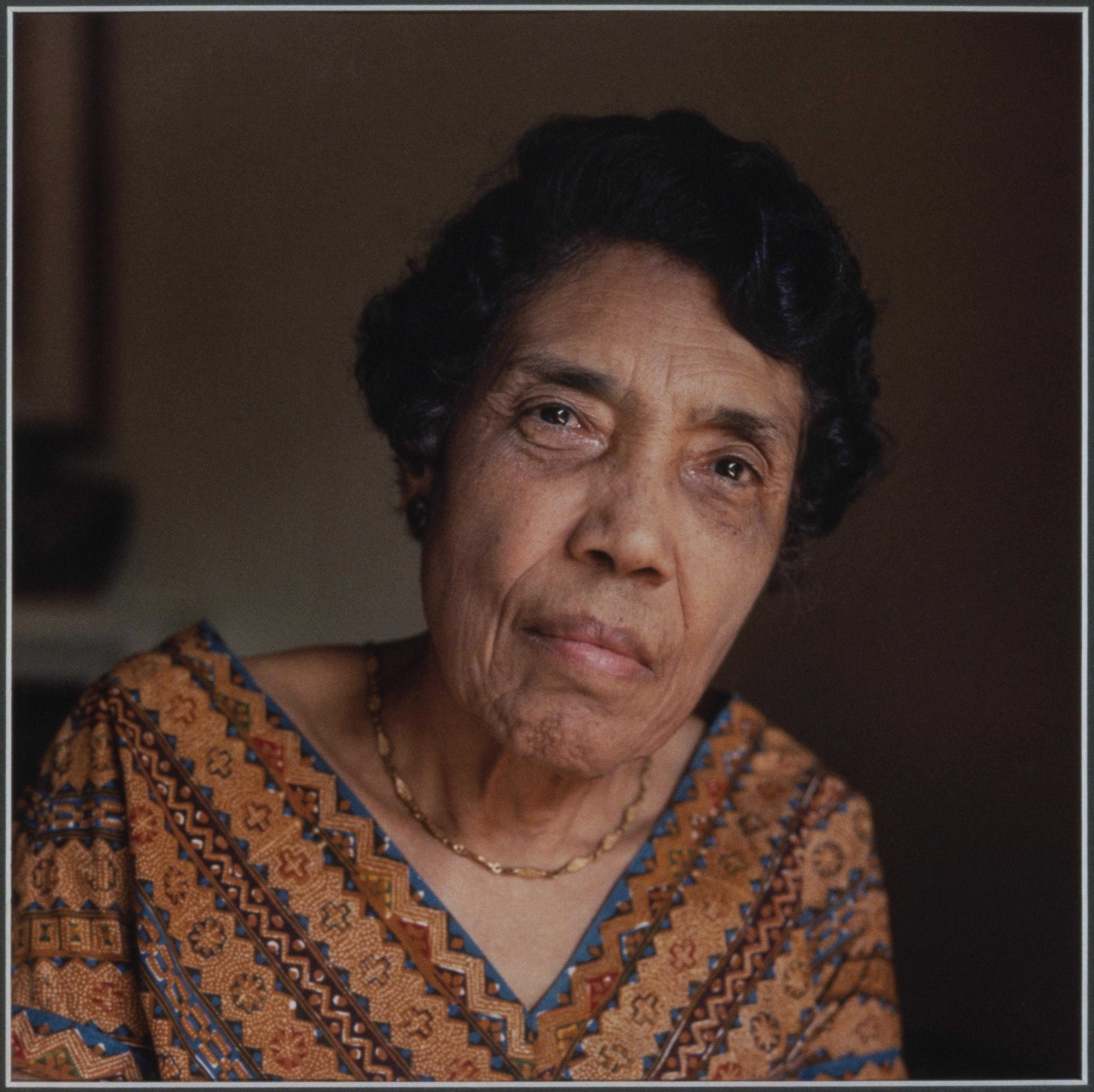
Merze Tate

## Lista de presidentes
- Gloria Randle Scott (1987-2001)[23]
- Althia F. Collins (2001-2002)[23]
- Johnnetta B. Cole (2002-2007)[23]
- Julianne Malveaux (2007-2012)[23]
- Esther Terry (2012-2013) primera presidenta exalumna[23]
- Rosalind Fuse-Hall (2013-2016)[23]
- Phyllis Worthy Dawkins (2016-2019)[23]
- Gwendolyn O'Neal (21 de junio-julio de 2019) interina[23]
- Suzanne Elise Walsh (2019-presente)[23]